# زورلو (بورچکا)
زورلو (به ترکی استانبولی: Zorlu) یک منطقهٔ مسکونی در ترکیه است که در بورچکا واقع شده‌است. زورلو ۳۰۳ نفر جمعیت دارد.